# Hemmentalertal
Das Hemmentalertal ist ein Tal im Kanton Schaffhausen in der Schweiz. Es durchquert in südöstlicher Richtung die Höhen des Randens und erstreckt sich vom Dorf Hemmental bis zum Quartier Breite der Stadt Schaffhausen. Dieser vorderste Teil des Tals wird auch Hauental genannt.  Seit der Eingemeindung von Hemmental im Jahre 2009 liegt das Tal vollständig auf dem Gebiet der Stadt Schaffhausen. 
Das landwirtschaftlich genutzte Tal wird durch den Hemmentalerbach durchflossen. Auf der Höhe Hauental durchfliesst der Bach eine kleine,  Felsental genannte felsige Klus und mündet in die Durach, welche vom Merishausertal kommend durch das Mühlental Richtung Hochrhein fliesst.